# Jean-Philippe Vassal
Jean-Philippe Vassal (Casablanca, 22 de febrero de 1954) es un arquitecto francés. En 2021 ganó el Premio Pritzker junto con su socia Anne Lacaton.

## Biografía
Vassal nació en 1954 en Casablanca, Marruecos. Se graduó de la escuela de arquitectura de Burdeos en 1980. Después de graduarse, pasó cinco años en Níger trabajando como arquitecto y urbanista. Es socio del estudio parisino Lacaton & Vassal Architectes, que cofundó con Anne Lacaton en Burdeos en 1987. El trabajo de Lacaton & Vassal se centra en la construcción de bajo coste.
Vassal ha sido profesor visitante en universidades como la Escuela de Arquitectura de Versalles (2002–2006), la Escuela Politécnica Federal de Lausana (2010–2011) y la Universidad de las Artes de Berlín (desde 2012).

## Obras
Su trabajo en asociación con Anne Lacaton constituye un referente de una manera de hacer arquitectura de manera ética, eficaz y económica, primando las necesidades de las personas que habitan la construcción y valorando lo preexistente para mejorarlo, frente a decisiones donde prima la estética o la espectacularidad. En definitiva, se posicionan por la rehabilitación frente a la demolición como estrategia más eficiente.
- Maison de la culture du Japon en el Quai Branly de París de 1990
- Maison Latapie en Floriac, 1993
- Musée Archéologique de Saintes de 1995
- Lugar AUROC en Burdeos, 1996
- Café en Arkitekturzentrum en Viena, Austria, 2001
- Escuela de arquitectura de Nantes de 2009
- Universidad Pierre Mendès France, UFR Artes y Ciencias Humanas en Grenoble, 1995 y 2001
- Pôle Universitaire de Ciencias de Gestión en Burdeos de 2006.

| Predecesor: Shelley McNamara y Yvonne Farrell | Premio Pritzker de Arquitectura 2021 (Junto con Anne Lacaton) | Sucesor: Diébédo Francis Kéré |